# Hitman: Agent 47
Hitman: Agent 47 – amerykański film akcji z 2015 roku będący zarówno rebootem filmu Hitman z 2007 roku jak i drugim filmem opartym na serii gier komputerowych o tej samej nazwie.

## Fabuła
Tytułowego agenta 47 zaprojektowano genetycznie, by był najbardziej skutecznym zabójcą w historii. Jest znany tylko z ostatnich dwóch cyfr kodu, który wytatuowano mu na karku. Obdarzony niezwykłą siłą, szybkością i inteligencją jest niepokonaną maszyną do zabijania. Musi stawić czoło ogromnej korporacji, która planuje odkryć jego przeszłość i stworzyć armię super zabójców. Łączy siły z młodą kobietą, która może mu pomóc i razem wypowiadają wojnę śmiertelnemu wrogowi.

## Obsada
- Rupert Friend – Agent 47
  - Jesse Hergt – młody Agent 47
- Hannah Ware – Katia van Dees, Agent 90
  - Helena Pieske – młoda Katia
- Zachary Quinto – John Smith
- Ciarán Hinds – dr Piotr Aaron Litwienko
  - Johannes Suhm – młody Litwienko
- Thomas Kretschmann – Antoine LeClerq
- Angelababy – Diana Burnwood
- Dan Bakkedahl – Sanders
- Emilio Rivera – Fabian
- Jürgen Prochnow – Tobias
- Rolf Kanies – dr Albert Delriego / The Hunter
- Jerry Hoffmann – Franco

## Odbiór

### Box office
Budżet filmu jest szacowany na 35 milionów dolarów. W Stanach Zjednoczonych i w Kanadzie film zarobił ponad 22,5 mln USD. W innych krajach przychody wyniosły ponad 60 mln, a łączny przychód ponad 82 mln dolarów.

### Krytyka w mediach
Film spotkał się z negatywną reakcją krytyków. W serwisie Rotten Tomatoes 9% z 116 recenzji jest pozytywne, a średnia ocen wyniosła 3.7/10. Na portalu Metacritic średnia ocen z 36 recenzji wyniosła 28 punktów na 100.